# Ettore Scola

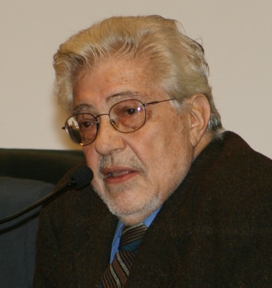
Ettore Scola (2007)

Ettore Scola (* 10. Mai 1931 in Trevico, Kampanien; † 19. Januar 2016 in Rom) war ein italienischer Filmregisseur und Drehbuchautor.

## Leben
Scola, Sohn eines Arztes, zeichnete bereits mit 16 Jahren als Cartoonist für die Satirezeitung Marc' Aurelio und kam dadurch in Kontakt mit dem jungen Federico Fellini und der „Welt des italienischen Nachkriegfilms“. Nach der Schule begann Scola zuerst ein Medizinstudium, das er aber zugunsten eines Jurastudiums aufgab. Nach dessen Abschluss war er zuerst mehrere Jahre als Drehbuchautor tätig, bevor er 1964 sein Regiedebüt gab.
Der Filmemacher, der in seinen frühen Komödien auch „vor deftigem Klamauk“ keine Scheu hatte, entwickelte in den 1970er Jahren eine „Filmsprache“, die ihm internationale Anerkennung einbrachte und ihn für die nächste Dekade zum „legitimen Erben von Rossellini, de Sica und Fellini“ erhob.
Scola erhielt in Folge einige renommierte Filmpreise. Für seine dramatische Komödie Wir waren so verliebt wurde er 1974 beim Internationalen Filmfest in Moskau mit dem Hauptpreis geehrt, 1977 wurde der Film mit dem César in der Kategorie Bester ausländischer Film ausgezeichnet. Für sein Drama Die Schmutzigen, die Häßlichen und die Gemeinen (Brutti, Sporchi e Cattivi) erhielt er 1976 bei den Filmfestspielen in Cannes den Preis für die beste Regie. „Sein wohl bekanntester Film aus dem Jahr 1977“, die „Faschismus Studie“ Ein besonderer Tag, wurde 1978 u. a. mit einem Golden Globe Award in der Sparte Bester fremdsprachiger Film ausgezeichnet und erhielt eine Oscar-Nominierung in derselben Kategorie.
Als Regisseur realisierte er insgesamt 41 Filmprojekte, als Autor war er an mehr als 80 Produktionen beteiligt. Zentrale Thematik Scolas war dabei immer „die Darstellung gesellschaftlicher Verhältnisse vor dem Hintergrund der Politik. Im Mittelpunkt oft Außenseiter, mal provokativ, mal komödiantisch“ agierend.
Obwohl sich Scola mit 80 Jahren offiziell vom Filmemachen verabschiedet hatte, präsentierte er 2013 beim Filmfest von Venedig sein letztes Werk Che strano chiamarsi Federico, eine „aus Spielszenen und Filmausschnitten montierten Eloge auf seinen verehrten Kollegen Federico Fellini“. Ein Dokumentarfilm über das Leben und künstlerische Schaffen Scolas mit dem Titel Ridendo e Scherzando wurde 2015 auf dem Filmfest in Rom uraufgeführt, für Drehbuch und Regie zeichnen Scolas Töchter Paola und Silvia verantwortlich.
Am 19. Januar 2016 starb Ettore Scola im Alter von 84 Jahren in Rom. In einem Nachruf der Tageszeitung Corriere della Sera wird er als „politischste[r] Filmemacher“ Italiens benannt, den eine „außergewöhnliche Hellsichtigkeit“ ausgezeichnet habe. Italiens Ministerpräsident Matteo Renzi würdigte den Filmemacher als „Meister in der Kunst des Beobachtens der italienischen Gesellschaft“, der italienische Kulturminister Dario Franceschini äußerte: „Ein großartiger Meister, ein außergewöhnlicher Mann, der bis zum letzten Tag seines Lebens jung geblieben ist.“

## Filmografie
D = Drehbuch, R = Regie
- 1953: Zwei Nächte mit Cleopatra (Due notti con Cleopatra) – (D) – Regie: Mario Mattòli
- 1954: Ridere! Ridere! Ridere! – (D) – Regie: Edoardo Anton
- 1954: Begegnung in Rom (Una Parigina a Roma) – (D) – Regie: Erich Kobler
- 1954: Ein Amerikaner in Rom (Un americano a Roma) – (D)
- 1955: Gut Nacht, Herr Advokat! (Buona notte, avvocato!) – (D) – Regie: Giorgio Bianchi
- 1955: Ein Haus voller Unschuldslämmer (Accadde al penitenziario) – (D) – Regie: Giorgio Bianchi
- 1957: Die Freuden der Familie (Il marito) – (D) – Regie: Nanni Loy und Gianni Puccini
- 1958: Junge Leute von heute (Primo amore) – (D) – Regie: Mario Camerini
- 1958: Non sono più guaglione – (D) – Regie: Domenico Paolella
- 1959: Der Meistergauner (Il mattatore) – (D) – Regie: Dino Risi
- 1959: Liebe als Alibi (Nel blu dipinto di blu) – (D) – Regie: Piero Tellini
- 1960: Adua und ihre Gefährtinnen (Adua e le compagne) – (D) – Regie: Antonio Pietrangeli
- 1961: Das Spukschloß in der Via Veneto (Fantasmi a Roma) – (D)
- 1961: Der berittene Karabiniere (Il carabiniere a cavallo) – (D) – Regie: Carlo Lizzani
- 1962: Das Mädchen aus Parma (La Parmagiana) – (D) – Regie: Antonio Pietrangeli
- 1962: Erotica (L’amore difficile) – (D)
- 1962: Verliebt in scharfe Kurven (Il sorpasso) – (D)
- 1963: Der Ehekandidat (La visita) – (D)
- 1963: I mostri – (D)
- 1964: Auf eine ganz krumme Tour (La congiuntura) – (D, R)
- 1964: Frivole Spiele (Se permettete parliamo di donne) – (D, R)
- 1964: Cocü (Il magnicifico cornuto) – (D) – Regie: Antonio Pietrangeli
- 1964: Ehen zu dritt (Alta infedelta) – (D) – Regie: Franco Rossi, Elio Petri, Luciano Salce, Mario Monicelli
- 1965: Einmal zu wenig, einmal zu viel – (D)
- 1965: Ich habe sie gut gekannt (Io la conoscevo bene) – (D)
- 1965: Made in Italy – (D) – Regie: Nanni Loy
- 1967: Ladies, Ladies (Le dolci signore) – (D) – Regie: Luigi Zampa
- 1968: Riusciranno i nostri eroi a ritrovare l’amico misteriosamente scomparso in Africa? – (D, R)
- 1970: Eifersucht auf italienisch (Dramma della gelosia) – (D, R)
- 1972: Die schönste Soirée meines Lebens (La piu bella serata della mia vita) – (D, R)
- 1974: Wir waren so verliebt (C’eravamo tanto amati) – (D, R)
- 1976: Die Schmutzigen, die Häßlichen und die Gemeinen (Brutti, sporchi e cattivi) – (D, R)
- 1977: Viva Italia (I nuovi mostri) – (R)
- 1977: Ein besonderer Tag (Una giornata particolare) – (D, R)
- 1980: Die Terrasse (La terrazza) – (D, R)
- 1981: Passion der Liebe (Passione d’amore) – (D, R)
- 1982: Flucht nach Varennes (La nuit de Varennes) – (D, R)
- 1983: Le Bal – Der Tanzpalast (Le Bal) – (D, R)
- 1985: Macaroni (Maccheroni) – (D, R)
- 1987: Die Familie (La famiglia) – (D, R)
- 1989: Splendor – (D, R)
- 1989: Wie spät ist es? (Che Ora E?) – (D, R)
- 1991: Die Reise des Capitan Fracassa (Il viaggio di Capitan Fracassa) – (D, R)
- 1993: Mario, Maria e Mario – (D, R)
- 1995: Lumière & Compagnie – (R)
- 1995: Romanzo di un giovane povero – (D, R)
- 1998: La cena – (D, R)
- 2001: Concorrenza sleale – (D, R)
- 2002: Lettere dalla Palestina – (R)
- 2003: Menschen in Rom (Gente di Roma) – (D, R)
- 2013: Che strano chiamarsi Federico – (D, R)